# Rue Darboy
La rue Darboy est une voie du 11e arrondissement de Paris, en France.

## Situation et accès
La rue Darboy est une voie publique située dans le 11e arrondissement de Paris. Elle débute au 132, avenue Parmentier et se termine au 163, rue Saint-Maur.

## Origine du nom
Elle porte le nom de l'archevêque de Paris Georges Darboy (1813-1871) fusillé comme otage à la Roquette, le 24 mai 1871 durant la Semaine sanglante lors de la Commune de Paris. Avec lui périrent en même temps le président Bonjean, l'abbé Deguerry, curé de la Madeleine, l'abbé Surat, archidiacre de Notre-Dame et le journaliste Chaudey.

## Historique
Une première partie est ouverte en 1865 au droit de l'église Saint-Joseph, de la rue Saint-Maur à la rue du Chevet sous le nom de « rue Latérale à l'Église Saint-Joseph ». Elle prend la dénomination de « rue Darboy » par décret du 10 février 1875.
La partie entre la rue du Chevet et l'avenue Parmentier est ouverte en 1889.